# 兵庫県道304号泉八上新線
兵庫県道304号泉八上新線（ひょうごけんどう304ごう いずみやがみしんせん）は、兵庫県丹波篠山市を通る一般県道である。

## 概要
丹波篠山市泉から丹波篠山市八上日置に至る。
篠山川に架かる泉橋の架け替え工事に伴い、2010年（平成22年）6月から一部区間で通行止めが発生していたが、2013年（平成25年）3月に供用が開始した。

### 路線データ
- 起点：丹波篠山市泉（泉交差点、兵庫県道305号瀬利八上上線・兵庫県道・京都府道702号篠山京丹波線交点）
- 終点：丹波篠山市日置（城東支所前交差点、国道372号交点）
- 総延長：798 m

## 路線状況

### 道路施設

#### 橋梁
- 泉橋（篠山川、丹波篠山市、2013年（平成25年）3月供用開始[1]）

## 地理

### 通過する自治体
- 丹波篠山市

### 交差する道路
| 交差する道路                                                  | 交差する場所 | 交差する場所            |
| ------------------------------------------------------------- | ------------ | ----------------------- |
| 兵庫県道305号瀬利八上上線 兵庫県道・京都府道702号篠山京丹波線 | 泉           | 泉交差点 / 起点         |
| 国道372号                                                     | 日置         | 城東支所前交差点 / 終点 |

### 沿線
- 丹波篠山市立篠山東中学校